# Choi In-hun
Choi In-hun (Hoeryong, Corea del Norte; 13 de abril de 1936-Goyang, Corea del Sur; 23 de julio de 2018) fue un novelista y dramaturgo surcoreano.

## Biografía
Choi In-hun nació el 13 de abril de 1936 en Hoeryong, provincia de Hamgyong del Norte, actual Corea del Norte. Cuando empezó la guerra de Corea en 1950, se refugió con su familia en Corea del Sur a bordo de un barco de la marina de los Estados Unidos. Fue admitido en la carrera de derecho de la Universidad Nacional de Seúl en 1952. No acabó la universidad y se enroló en el ejército cuando aún le faltaba un semestre. Fue intérprete de inglés durante siete años hasta 1963. Desde 1977 a 2001 fue profesor de Creación Literaria en el Instituto de Artes de Seúl.

## Obra
Debutó en la literatura cuando aún estaba en el ejército. La mayoría de sus obras tratan de personas que sufren los conflictos ideológicos de la división de Corea. Publicó muchas obras con bastante controversia. Su obra más famosa es La plaza, que se publicó en 1960 y fue un éxito inmediato. La plaza se publicó tras la Revolución estudiantil del 19 de abril de 1960. Esta revolución derrocó al presidente Syngman Rhee y Choi In-hun fue uno de los primeros novelistas que publicaron en esa época, por lo que se lo considera como el iniciador de una nueva era en la literatura coreana moderna.
Ganó numerosos premios: el Premio Literario Dong-in (1966); el Premio al mejor dramaturgo de Corea en los rubros de teatro y cine (1977); el Premio en la categoría de arte del diario JoongAng (1978); el Premio de los críticos de teatro de Seúl (1979); el Premio Literario Isan (1994); y el Premio de Alumno Distinguido de la Escuela de Derecho de la Universidad Nacional de Seúl (2004).

### Obras traducidas al español
- Tres obras de teatro coreano, Madrid: Verbum, 2011.

### Obras en coreano (lista parcial)

#### Novelas y antologías de cuentos
- Reflexiones sobre una máscara
- La plaza (1960)
- El sueño de las nueve nubes (1962)
- Un hombre gris (1963)
- Viaje al oeste (1966)
- El sonido de una risa (1967)
- Un día en la vida del novelista Kubo (1969)
- Tifón (1973)
- La palabra clave (1994)

#### Obras de teatro
- ¿Dónde nos veremos de nuevo? (1970)
- Érase una vez (1976)

#### Ensayos
- Meditaciones en el camino (1989)

## Premios
- Premio Literario Dong-In (1966)